# Kasper van Kooten
Kasper van Kooten (Zuidoostbeemster, 17 december 1971) is een Nederlandse acteur en cabaretier. Daarnaast is hij onder meer drummer, zanger, songwriter, componist, arrangeur, auteur en presentator. Hij brak door bij het grote publiek door zijn rol van Peter F. de Boer in de film All Stars en de daaropvolgende vervolgseries en film. Vanaf 2024 is hij te zien in Gooische Vrouwen.

## Levensloop
Van Kooten werd geboren in Zuidoostbeemster. Hij is de zoon van Kees van Kooten. Zijn zus is de actrice en scenariste Kim van Kooten. Hij was van 2015 tot 2019 gehuwd met Lisa Mioch, dochter van filmkenner, presentator en journalist René Mioch en samen hebben ze een dochter. Hij studeerde in 1996 af aan de Kleinkunstacademie in Amsterdam.
Naast film- en televisiewerk is Kasper van Kooten te horen in de nasynchronisaties van de kinderfilms De weg naar El Dorado, Stuart Little 2 (als Stuart Little), Monsters en co. en Monsters Universiteit (als Mike Wazowski). In de Jetix-animatieserie Super Robot Monkey Team Hyperforce Go! deed hij de stem van de Surinaamse rode robot-aap Sprx-77. Verder was hij drummer bij Acda en De Munnik (van 1998 tot februari 2001). Ook speelde hij een rol in het toneelstuk Ontkoppelde hitte (1998) van Paul Haenen.
In 2003 volgde zijn solotheaterprogramma Lijfspreuk. In oktober 2005 ging zijn tweede programma Geestdrift in première. Het liedjesprogramma Zangzaad met Van Kootens band ging in 2007 in première, waarna in 2008 Van Kootens derde soloprogramma Veelvraat verscheen. In 2010 ging een nieuw liedjesprogramma, 3kw4rt ("Driekwart") genaamd, van start. Datzelfde jaar kwam de gelijknamige cd uit. Een vierde soloprogramma getiteld Het wonderlijke leven van Jackie Fontanel verscheen in 2012. Dit programma was gebaseerd op Van Kootens gelijknamige roman uit 2011, en werd genomineerd voor de Poelifinario. Het vijfde soloprogramma Karakters, gebaseerd op Van Kootens tweede roman, ging in 2013 in première. In november 2015 volgde zijn zesde soloprogramma Bonte avond. Van februari 2016 tot en met maart 2018 was Van Kooten regelmatig als vast panellid te zien in het televisieprogramma Beste Kijkers. In 2018 presenteerde Van Kooten het RTL 4-programma Groeten uit 19xx, na één seizoen werd hij vervangen als presentator omdat hij van RTL plaats moest maken voor iemand met een vast contract bij de zender. Als gevolg hiervan nam Natasja Froger het programma van hem over.

## Cabaret
- Lijfspreuk (2003), solo
- Geestdrift (2005), solo
- Zangzaad (2007), concerttour met band
- Veelvraat (2008), solo
- 3kw4rt (2010), concerttour met band
- Het wonderlijke leven van Jackie Fontanel (2012), solo
- Harde Noten (2013), met Bertolf Lentink
- Karakters (2013), solo
- Bonte avond (2015), solo
- Speeltijd (2019), solo
- Deeltijd (2021), solo
- Van Kooten en de Beat (2022), solo

## Acteerwerk

### Toneel
- Tip Top (1994), toneelstuk
- Ontkoppelde hitte (1998), toneelstuk – Dick

### Films
- All Stars (1997) – Peter F. de Boer
- Het 14e kippetje (1998) – Philip Berman
- De weg naar El Dorado (2000) – Tulio (stem)
- Mariken (2000) – Monne
- Stuart Little (2000) - Stuart Little (stem)
- Monsters en co. (2001) – Mike Wazowski (stem)
- Mike's New Car (2001) – Mike Wazowski (stem)
- Stuart Little 2 (2002) – Stuart Little (stem)
- Loenatik: de moevie (2002) – Maître D
- Barnyard (2007) – Otis de koe (stem)
- Asterix en de Olympische Spelen (2008) – Brutus (stem)
- All Stars 2: Old Stars (2011) – Peter F. de Boer
- Monsters University (2013) – Mike Wazowski (stem)
- Party Central (2013) – Mike Wazowski (stem)
- Trippel Trappel Dierensinterklaas (2014) – Rat (stem)
- Ventoux (2015) – Bart
- Smurfs: The lost village (2017) – Moppersmurf (stem)
- Oh Baby (2017) – Fritz
- Goudappels (2024) – Bastiaan Koolhaas

### Televisie
- Wat schuift 't? (1996) – Robbie Aarsman
- Baantjer (1999) – Elberse (Afl. De Cock en de moord op de psychiater)
- All Stars (1999) – Peter F. de Boer
- Willem Wever (2000) – presentator
- Toscane (2001) – Pizzakoerier Ben
- Spoorloos Verdwenen (2007) – Peter Pette
- De co-assistent (2007-2010) – Dr. Thomas van Loon
- Sinterklaasjournaal (2009) – Zielepiet
- Intocht Sinterklaas (2009) - Zielepiet
- Wat als? (2012) – verschillende rollen
- Levenslied – Adriaan Pols
- Divorce (2013-2015) – Advocaat Wouter
- Moordvrouw (2014-2015) – Jelle van Santen (seizoen 3 en 4)
- De TV Kantine (2016, 2018) – Johan Derksen & Wilfred Genee (seizoen 8 en 9)
- Smeris (2018) – Regisseur Brabant TV
- All Stars & Zonen (2020) – Peter de Boer sr.
- Scrooge Live (2020) - Bob Cratchit
- Oogappels (2021, 2023-heden) - Bastiaan Koolhaas
- De K van Karlijn (2021) – Bernd
- Monsters at Work (2021-2024) – Mike Wazowski (stem)
- Diepe Gronden (2022) – Jan-Wilem Oostveen
- Hotel Hollandia (2023) – Johan Derksen / Henri Bontenbal / Maarten van Rossem / Gianni Infantino
- Gooische Vrouwen (2024) – Otto Daalmeijer

## Boeken
- Het wonderlijke leven van Jackie Fontanel (2011)
- Karakters (2013)
- Van Kooten en de Beat (2022)
- Single (2025)

## Prijzen
- Winnaar Emmy Awards voor All Stars
- Genomineerd voor Emmy Awards voor Willem Wever
- Genomineerd voor Neerlands Hoop voor Geestdrift
- Genomineerd voor Poelifinario voor Veelvraat en voor Het wonderlijke leven van Jackie Fontanel

## Discografie

### Albums
| Album met eventuele hitnotering(en) in de Nederlandse Album Top 100 | Datum van verschijnen | Datum van binnenkomst | Hoogste positie | Aantal weken | Opmerkingen |
| ------------------------------------------------------------------- | --------------------- | --------------------- | --------------- | ------------ | ----------- |
| Een kwart van m'n hart                                              | 2003                  | -                     |                 |              |             |
| Beter dan de kopie                                                  | 2004                  | -                     |                 |              |             |
| Live!                                                               | 2005                  | -                     |                 |              |             |
| Zangzaad                                                            | 2007                  | -                     |                 |              |             |
| 3kw4rt                                                              | 2010                  | -                     |                 |              |             |

### Singles
| Single met eventuele hitnotering(en) in de Nederlandse Top 40 | Datum van verschijnen | Datum van binnenkomst | Hoogste positie | Aantal weken | Opmerkingen         |
| ------------------------------------------------------------- | --------------------- | --------------------- | --------------- | ------------ | ------------------- |
| Harde noten                                                   | 2013                  | 23-02-2013            | 30              | 1*           | met Bertolf Lentink |